# Sensembra
Sensembra es un distrito del municipio de Morazán Sur, departamento de Morazán, El Salvador. De acuerdo al censo oficial de 2024, tiene una población de 2.602 habitantes.

## Historia
La localidad de Sensembra es de origen lenca. 
Perteneció al curato de Gotera en 1770 y, después de ser parte del departamento de San Miguel, fue anexado a Morazán en 1875. 
De acuerdo al gobernador departamental Jacinto Aguirre, para mayo de 1878 Sensembra era una población pequeña en su mayor parte indígena; su principal patrimonio era el cultivo del tule para la manufactura de petates, un trabajo de que se ocupaban todo el año. En el mismo año informó que tenía una «regular» iglesia, cabildo, cárceles y casa de escuela.
En el año 1890 había alrededor de 850 habitantes.

## Información general
El distrito cubre un área de 22,02 km² y su cabecera tiene una altitud de 290 m s. n. m. El topónimo Lenca salvadoreño Zensembla o Zensembala significa «Las Tres Pacayas», pues su nombre vernáculo viene del topónimo "sesem: pacaya, la, lagua: tres.
Existe además, una etimología en náhuat y significa "Lugar de Muchos Plantillos" (carlos mariona)
Sus fiestas patronales se celebran en el mes de junio en honor a San Pedro, ocasión en que se realiza la danza del Santo Tingo.